# Jérôme Lalemant
Jérôme Lalemant S.J. (* 27. April 1593 in Paris; † 26. Januar 1673 in Québec) war ein französischer Jesuit und Priester, der zeitweise die Jesuitenmission in Neufrankreich leitete und als Provinzial des Ordens im heutigen Kanada diente. Außerdem wurde er an verschiedene französische Jesuitenkollegs gesendet und dort als Kaplan oder Rektor eingesetzt.

## Leben

### Erziehung
Lalemant trat am 20. Oktober 1610 in das Noviziat der Jesuiten in Paris ein, danach studierte er Philosophie in Pont-à-Mousson (1612 bis 1615) und Theologie am Collège de Clermont (1619–1623). In der darauffolgenden Zeit diente er als Präfekt des Jesuiten-Internats in Verdun (1615 bis 1616) und als Lehrer am Collège in Amiens (1616–1619). Nach dem Abschluss seines Theologiestudiums lehrte er Philosophie und Naturwissenschaften am Collège de Clermont (von 1623 bis 1626) und absolvierte sein Terziat, ein drittes Probejahr des Jesuitenordens, in Rouen (1626–1627). Danach wurde es ihm erlaubt, sein viertes Gelübde abzulegen, welches spezifisch für die Jesuiten ist.
Nach dem Abschluss seiner Ausbildung wurde Lalemant Kaplan des Collège de Clermont (von 1627 bis 1629), Leiter des Internats desselben Kollegiums (von 1629 bis 1632) und dann Rektor des Kollegiums in Blois (1632–1636). Von 1636 bis 1638 war er erneut am Collège de Clermont, auch diesmal als Kaplan. Nur wenige Jesuiten hatten so viel Erfahrung wie Lalemant, bevor er nach Kanada gehen durfte, ein Beweis für die hohe Wertschätzung, die er von seinen Vorgesetzten genoss.

### Mission in Neufrankreich
Lalemant wurde fast sofort als Nachfolger von Jean de Brébeuf zum Superior für die Mission bei den Huronen ernannt und gründete 1639 Sainte-Marie-des-Hurons als Zentrale der Missionare. Die Mission befand sich südlich des Georgian Bay am Lake Huron und in der Nähe des heutigen Midland, Ontario.
Die Stellung als Provinzial der Jesuiten in Kanada hatte Lalemant von 1645 bis 1650 inne, während sein Bruder, Charles Lalemant, als Superior der kanadischen Jesuiten tätig war.  In dieser Zeit wurden die acht Jesuiten-Missionare aus Sainte-Marie-des-Hurons, die als die Kanadischen Märtyrer bekannt sind, von den Irokesen getötet. Sein eigener Neffe Gabriel Lalemant und Jean de Brébeuf starben 1649 zusammen. 1650 verehrte Lalement ihre sterblichen Überreste in Quebec.
Die mit den Jesuiten verbündeten Huronen waren den Irokesen, die ihre Handelsallianzen mit den Holländern nutzten, um Schusswaffen zu erlangen, kaum gewachsen. Am 16. Juni 1649 beschlossen die Missionare Sainte-Marie-des-Hurons niederzubrennen, anstatt eine Entweihung durch die Irokesen zu riskieren, die die Missionszentrale wiederholt angriffen.
Später im Jahr 1650 ging Lalemant nach Frankreich und lehrte am College La Flèche. Pater Paul Ragueneau folgt ihm als Superior in Kanada nach. Bei seiner Rückkehr nach Kanada im darauffolgenden Jahr diente er unter Ragueneau bis 1656, als er als Rektor von La Flèche nach Frankreich zurückgerufen wurde. Er kehrte 1659 erneut nach Nordamerika zurück und diente auf Drängen von Bischof François de Laval für eine zweite Amtszeit als kanadischer Provinzial bis 1665. Er half bei der Umsiedlung von Huronen-Flüchtlingen in die Nähe von Québec und setzte die Jesuitenmission in Kanada fort. Seine Schriften bezeugen das soziale, politische und religiöse Leben in Kanada zu dieser Zeit.